# Polieno (autor)
Polieno (em latim: Polyaenus ou Polyenus; /ˌpɒliˈiːnəs/; em grego:  Πoλύαινoς, Polyainos, "muito elogiado") foi um autor macedónio, conhecido por seus Estratagemas de Guerra (em grego, Στρατηγήματα), . O Suda chama-lhe um retórico, e Polieno próprio escreve que ele estava acostumado a pleitear causas perante o imperador. Ele dedicou sua obra Estratagemas de Guerra para marco Aurélio (161-180) e L.Verus (161-169), enquanto eles estavam envolvidos na guerra contra a Pártia (162-165), cerca de 163 , quando ele estava velho demais para acompanhá-los em suas campanhas.

## Estratagemas
Este trabalho está dividido em oito livros, dos quais os seis primeiros contêm descrevem  estratagemas dos mais famosos generais gregos, o sétimo aqueles de estrangeiros, e o oitavo de Romanos, e ilustres mulheres. No entanto partes, do sexto e do sétimo livros estão perdidos, de modo que das 900 estratagemas que Polieno descreveu, 833 sobreviveram.
Há nada menos do que cinco Bizantino abridgments deste trabalho, o mais importante na mesma biblioteca do original, a Laurentiana. Este compêndio, intitulado Ὑπoθέσεις ἐκ τῶν στρατηγικῶν πράξεων, contém cinqüenta e oito capítulos e trezentos e cinquenta e quatro estratagemas e é útil para elucidar e explicar muitas passagens do original, perdidas ou não. Apesar da existência de resumos, tratados de Polieno  não eram populares na Idade Média. O original é raramente citado por fontes Bizantinas , o que sugere que ele havia deixado de circular, e que os resumos tinham o substituído. Para isso, deve ser acrescentado que só o Ὑπoθέσεις deriva diretamente do original, enquanto os outros quatro parecem ser de resumos do primeiro.

Polieno foi impresso pela primeira vez em uma tradução latina, feita por Justo Vulteio, em Basileia, em 1549. A primeira edição do texto grego foi publicada por Isaac Casaubon, Lião, 1589; o seguinte, por Pancrácio Maasvício, Leida, 1690; o terceiro, por Samuel Mursinna, Berlim, 1756; o quarto, Coray, de Paris, de 1809. A obra foi traduzida para o inglês por R. Shepherd, Londres, 1793; para o alemão por Seybold, Francoforte, 1793-94, e por Blume, Estugarda, 1834.